# 高明镇 (大荔县)
高明镇，是中华人民共和国陕西省渭南市大荔县一个已撤销的乡级行政区，2015年，陕西省民政厅批复同意撤销高明镇，将其所辖行政区域划归两宜镇。